# 瓠瓜增四
海豚座17，又名BD+13 4572，HD 199253、SAO 106665、HR 8011，是海豚座的一颗恒星，视星等为5.17，位于銀經60.77，銀緯-19.74，其B1900.0坐标为赤經20h 50m 52.6s，赤緯+13° -19.74′ 24″。